# Haplochromis cavifrons
Haplochromis cavifrons là một loài cá thuộc họ Cichlidae. Loài này có ở Kenya và Tanzania. Môi trường sống tự nhiên của chúng là hồ nước ngọt, specifically, hồ Victoria. Nó là một benthopelagic fish, và is generally found a few hundred mét beyond the shore over hard substrate.